# Lucky (Lied)
Lucky (engl. für: ‚Glücklich‘) ist ein Lied der US-amerikanischen Pop-Sängerin Britney Spears aus ihrem zweiten Studioalbum Oops!… I Did It Again. Es wurde am 1. August 2000 als zweite Single des Albums durch Jive Records veröffentlicht. Das Musikvideo wurde von Dave Meyers produziert. Die Single wurde in Deutschland und Österreich mit Gold ausgezeichnet.

## Produktion
Der Song wurde von Max Martin und Rami Yacoub geschrieben und produziert, Alexander Kronlud ist Co-Autor des Liedes. Inhaltlich handelt Lucky von einem berühmten Star, der glücklich scheint, jedoch in Wirklichkeit emotional so sehr leidet, dass sie abends Tränen weint. Das Stück ist in Des-Dur gehalten. Das Tempo des Musikstücks beträgt 96 Beats pro Minute.

## Musikvideo
Das Video beginnt wie eine Aufführung, und Britney spricht vor dem Vorhang (dieser besteht aus einer lachenden und einer traurigen Maske): „This is a story about a girl named Lucky“. Britney steht vor ihrem eigenen Plakat. Während der Star erwacht, sich über sein eigenes Leben kaum sorgt und von einem Termin zum nächsten jagt, z. B. Oscargewinn. Ihr perfektes Lächeln verschwindet in ihrem Zimmer, wo sie alleine weint. Der Vorhang schließt sich.

## Rezeption
Der New Musical Express bezeichnet den Song als „bittersüße Teenager-Symphonie“.

## Kommerzieller Erfolg

### Chartplatzierungen
Lucky erreichte die Spitzenposition der Charts in Österreich, Deutschland, Schweden und der Schweiz. In den USA erreichte das Lied Platz 23 der Billboard Hot 100. In 13 weiteren Ländern erreichte das Lied eine Platzierung in den Top-20. Das Lied war kommerziell erfolgreich, wenngleich es nicht an den Erfolg der ersten Singleauskopplung Oops!… I Did It Again anschließen konnte.
| ChartsChartplatzierungen       | Höchstplatzierung | Wochen |
| ------------------------------ | ----------------- | ------ |
| Deutschland (GfK)              | 1 (18 Wo.)        | 18     |
| Österreich (Ö3)                | 1 (16 Wo.)        | 16     |
| Schweiz (IFPI)                 | 1 (28 Wo.)        | 28     |
| Vereinigte Staaten (Billboard) | 23 (11 Wo.)       | 11     |
| Vereinigtes Königreich (OCC)   | 5 (11 Wo.)        | 11     |

| ChartsJahrescharts (2000) | Platzierung |
| ------------------------- | ----------- |
| Deutschland (GfK)         | 10          |
| Österreich (Ö3)           | 9           |
| Schweiz (IFPI)            | 25          |

### Auszeichnungen für Musikverkäufe
Lucky wurde weltweit mit 5× Gold und 4× Platin ausgezeichnet. Damit verkaufte sich die Single laut Auszeichnungen über 1,8 Millionen Mal (inklusive Premium-Streamings).
| Land/Region                  | Auszeichnungen für Musikverkäufe (Land/Region, Auszeichnung, Verkäufe) | Verkäufe  |
| ---------------------------- | ---------------------------------------------------------------------- | --------- |
| Australien (ARIA)            | Platin                                                                 | 70.000    |
| Belgien (BRMA)               | Gold                                                                   | 25.000    |
| Deutschland (BVMI)           | Gold                                                                   | 250.000   |
| Kanada (MC)                  | Gold                                                                   | 40.000    |
| Neuseeland (RMNZ)            | Platin                                                                 | 10.000    |
| Österreich (IFPI)            | Gold                                                                   | 25.000    |
| Schweden (IFPI)              | Platin                                                                 | 30.000    |
| Vereinigte Staaten (RIAA)    | Platin                                                                 | 1.000.000 |
| Vereinigtes Königreich (BPI) | Gold                                                                   | 400.000   |
| Insgesamt                    | 5× Gold · 4× Platin ·                                                  | 1.850.000 |

Hauptartikel: Britney Spears/Auszeichnungen für Musikverkäufe